# 挪威灣 (凱爾蓋朗群島)
49°23′S 70°22′E / 49.383°S 70.367°E
挪威灣（法語：Baie Norvégienne，發音：[bɛ nɔʁveʒjɛn]）是南極洲的海灣，位於凱爾蓋朗群島，處於庫爾貝半島東南部，南部是威尔士亲王半岛北岸，由法屬南部領地負責管轄。